# The Economist
 Denne artikel omhandler nyhedsmagasinet. Opslagsordet har også en anden betydning, se The Economist (Lost).
The Economist er et ugentligt nyhedsmagasin, som udgives af The Economist Newspaper Limited i London. Magasinet blev grundlagt i september 1843 og udkommer i over 1,2 mio. eksemplarer ugentligt.
The Economist skriver om politik, samfundsforhold, økonomi, naturvidenskab, teknologi, miljø og kunst, med en stærk hovedvægt på politik, økonomi og finansielle forhold. Bladet omtaler sig selv som et "newspaper" (nyhedsmagasin), da det næsten udelukkende bringer nyheder. The Economist går i trykken hver torsdag og er tilgængelig i aviskiosker i mange lande allerede næste dag. Abonnenter i Danmark modtager ofte bladet pr. post om lørdagen.
Det første nummer af The Economist udkom i september 1843. Skotten James Wilson anses som nyhedsmagasinets grundlægger.
Nyhedssektionen dækker alle verdensdele, om end engelsktalende lande som Storbritannien (UK), USA og Canada dækkes mere uddybende end andre lande.
The Economist har kontorer i Bangkok, Beijing, Berlin, Bruxelles, Cairo, Delhi, Edinburgh, Frankfurt, Hong Kong, Johannesburg, Los Angeles, Mexico City, Moskva, New York, Paris, Riga, San Francisco, São Paulo, Tokyo og Washington D.C.